# Дасаева, Татьяна Николаевна
Татья́на Никола́евна Даса́ева (род. 27 июля 1951, д. Старцевичи, Бобруйская область) — доктор филологических наук, профессор по специальности «литературоведение», критик. Работает в Институте журналистики Белорусского университета, руководитель кафедры зарубежной журналистики и литературы. Заместитель ответственного секретаря журнала «Веснік БДУ. Серыя 4 Філалогія. Журналістыка. Педагогіка», член комиссии по связям БГУ со СМИ профессорского собрания Белорусского университета, член информационно-пропагандистской группы БГУ, член совета Института журналистики БГУ. Разработчик образовательных стандартов по специальности 1-23 01 09 — Журналистика международная, руководитель научной кафедральной темы.

## Биография
В 1968 году с золотой медалью окончила Урецкую среднюю школу № 1 в Любанском районе Минской области, в 1973 году с отличием — филологический факультет БГУ по специальности «Белорусский и русский языки и литература».
В 1973 году поступила в аспирантуру при Институте литературы им. Я. Купалы АН БССР, одновременно преподавала в Трасковской средней школе Минского района. После окончания аспирантуры с 1977 по 2000 год работала в Институте языка и литературы имени Я. Коласа и Я. Купалы; одновременно (1990—1998) преподавала в Белорусском университете, Белорусском педагогическом университете им. М.Танка, Академии управления при Президенте Республики Беларусь.
С 1998 года преподавала на кафедре литературно-художественной критики факультета журналистики БГУ; с 2003 года — заведующая кафедрой зарубежной журналистики и литературы.
Руководит подготовкой и проведением литературных вечеров по произведениям классиков белорусской литературы, а также вечеров творчества студентов факультета журналистики Института журналистики БГУ, курирует обучение иностранных студентов по специальности «Журналистика международная». В Институте журналистики читает курсы «Ввведение в специальность», «История зарубежной журналистики», «Основы международной журналистики» и др.

## Научная деятельность
В 1989 году защитила кандидатскую диссертацию по теме «Становление нового героя в белорусской советской прозе 20-х лет» (научный руководитель — доктор филологических наук, профессор, академик АН БССР И. Я. Науменко) по специальности 10.01.02 — Литература народов СССР (советский период). В 2002 году защитила докторскую диссертацию по теме «Поэтика лиризма в белорусской публицистике и художественной прозе» (научный консультант — доктор филологических наук, профессор, член-корреспондент НАН Беларуси А. А. Лойко) по специальностям 10.01.10 — Журналистика и 10.01.01 — Белорусская литература.
Основные направления исследований:
- международная журналистика,
- литературоведение,
- журналистское образование,
- литературная, научная и журналистская деятельность М. Горецкого.

С января 2013 года является научным руководителем НИР по теме «Трансформация журналистики СНГ на этапе становления взаимодействия Евразийского экономического и Европейского союзов в условиях глобализации мирового информационного и коммуникационного пространства» (19.41.00. Журналистика 19.45.00). В течение 2013 года выполнялся 1-й этап плановой темы «СНГ: формирование единого информационного пространства и медиа».
17 февраля 2012 и 20 февраля 2013 на базе кафедры зарубежной журналистики и литературы проведены две международные научно-практические конференции, материалы которых опубликованы в сборниках:
- Международная журналистика — 2012: современное состояние и направления развития / под общей ред. Т. Н. Дасаевой; сост. Б. Л. Залесский. — Минск: Изд. цент БГУ, 2012. — 178 с.
- Международная журналистика — 2013: глобализация и регионализация информационного пространства / под общ. ред. Т. Дасаевой; сост. Б. Л. Залесский. — Минск: Изд. центр БГУ, 2013. — 308 с.

Была учёным секретарём экспертного совета при Высшей аттестационной комиссии Республики Беларусь. Член учёного совета Института журналистики БГУ, советов по защите кандидатских и докторских диссертаций Д 02.01.08 и Д 02.01.12 при Белорусском университете. Член комиссии по связям со СМИ профессорского собрания БГУ, комиссии по присвоении премий им. У. Пичеты. Руководит творческим студенческим литературным объединением «Вуліца летуценнікаў» (с 1998). Научный руководитель двух аспирантов, одного соискателя и двух магистрантов.
Автор более 150 научных и научно-методических работ, среди которых 5 монографий и 2 учебных пособий.

### Избранные труды
Дасаева Т. М. Паэтыка лірызму ў беларускай прозе. Мн., 2001.
Учебные пособия
1. Дасаева, Т. М. Средства массовой информации США: творческие методы и приемы написания новостей / Саченко, И. И., Дасаева, Т. Н., Конев, Е. Ф. // Минск: БГУ. — 2008. — 124 с.
2. Дасаева, Т. М. Беларуская літаратура ў кантэксце часу: літаратурныя артыкулы, рэцэнзіі, эсэ: вучэбна-метадычны дапаможнік / Дасаева Т. М. — Мінск: БДУ, 2011. — 258 с.
3. Дасаева, Т. Н. Теория и практика зарубежной журналистики: пособие для студентов Института журналистики БГУ, обучающихся по специальности 1-23 01 09 «Журналистика международная». В 3 ч. Ч. 1/ Конев Е. Ф., Саченко И. И., Дасаева Т. Н. — Минск : БГУ, 2012. — 95 с.
Статьи в научных сборниках
Евразийский экономический союз: проблемы и перспективы
1. Дасаева, Т. М. «Чуе на гук і на вобмацак роднае слова…» (Галіна Гарэцкая: лёс і творчасць) // Жыццём і словам прысягаючы…: да 90-годдзя М. Я. Цікоцкага : зб. навук. прац / пад агульн. рэд. В.І. Іўчанкава. — Мінск : Адукацыя і выхаванне, 2012. — С. 126—138.
2. Дасаева, Т. М. Маральная змястоўнасць таленту (Янка Брыль) і Міхась Стральцоў / Дасаева Т. М. // СМИ и современная культура: к 90-летию заслуженного деятеля культуры Республики Беларусь, доктора филол. Наук, профессора Ефросиньи Леонидовны Бондаревой : сб. научн. ст. / под общей ред. Л. П. Саенковой. — Минск : Изд. центр БГУ, 2012. — С. 164—169.
3. Дасаева, Т.Н. Беларусь – Казахстан: идеология евразийского партнерства / Дасаева Т.Н., Залесский Б.Л. // Идеология белорусского государства в процессе формирования личности специалиста : сб. статей / Под ред. О.Г. Слуки (гл. ред.) [и др.] – Минск : БГУ, 2012. – С. 38–48.
Артыкулы ў часопісах:
1. Дасаева, Т. Н. Журналистика глобального сообщества / Дасаева Т. Н., Залесский Б. Л. // Веснік БДУ. Серыя 4. Філалогія. Журналістыка. Педагогіка. — 2011. — № 1. — С. 61-64.
2. Дасаева, Т. Н. Инновационные аспекты подготовки журналистов-международников. Новые учебные курсы Института журналистики БГУ / Дасаева Т. Н., Залесский Б. Л. // Народная асвета. — 2011. — № 12. — С. 6-9.
3. Дасаева, Т. Н. Международная экономическая журналистика Беларуси: трансформация понятия, направления практического воплощения / Дасаева Т. Н., Вальковский М. А. // Веснік БДУ. Серыя 4. Філалогія. Журналістыка. Педагогіка. — 2012. — № 1. — С. 99-102.
4. Дасаева, Т. М. Захавальніца духоўных скарбаў роду Гарэцкіх / Дасаева Т. М. // Роднае слова. — 2012. — № 1. — С. 9-14.
5. Дасаева, Т. М. Якуб Колас і Максім Гарэцкі / Дасаева Т. М. // Роднае слова. — 2013. — № 2. — С. 13-16.
Матэрыялы і тэзісы канферэнцый:
1. Дасаева, Т. М. 3 павагай да творчасці (Літаратурныя партрэты Алены Васілевіч) / Дасаева, Т. М. // Журналистика. Искусство. Критика. Материалы научно-практической конференции, посвященной 85-летию со дня рождения доктора филологических наук, профессора, Заслуженного деятеля науки Республики Беларусь Е. Л. Бондаревой. — Минск: БГУ, 2008. С. 60-63.
2. Дасаева, Т. М. Асаблівасці працы журналіста-міжнародніка ў агенцтве тэлевізійных навін Першага канала / Дасаева, Т. М. // Журналістыка-2008: стан, праблемы і перспектывы. Матэрыялы 10-й Міжнароднай навукова-практычнай канферэнцыі, Мінск, 11-12 снежня 2008 г. / Рэд. кал.: С. В. Дубовік (адк. рэд.) і інш. — Мінск, 2008. — С. 197—199.
3. Дасаева, Т. М. Асвятленне ў беларускіх СМІ праграмы «Усходняе партнёрства» / Дасаева Т. М. // Журналістыка-2009: стан, праблемы, перспектывы. Матэрыялы 10-ай Міжнароднай навукова-практычнай канферэнцыі, прысвечанай 65-годдзю факультэта журналістыкі БДУ, 3-4 сн. 2009, Мінск / Рэдкал.: С. В. Дубовік (адк. рэд.) і інш. — Вып. 11. — Мінск: БДУ, 2009. — С. 187—191.
4. Дасаева, Т. М. Рэаліі і перспектывы фарміравання Мытнага саюза ў адлюстраванні беларускіх друкаваных СМІ / Дасаева Т. М.// Журналістыка-2010 : Матэрыялы 12-ай Міжнароднай навукова-практычнай канферэнцыі. 8-9 сн. 2010 г., Мінск. — Рэдкал.: С. В. Дубовік (адк. рэд.) (і інш.). — Вып. 12. — Мінск: БДУ, 2010. — С. 137—140.
5. Дасаева, Т. М. Лірызм у эстэтычнай сістэме Якуба Коласа — спавядальніка / Дасаева Т. М. // Куляшоўскія чытанні : Матэрыялы Міжнароднай навукова-практычнай канферэнцыі. У дзвюх частках. Частка 1. 29-30 красавіка 2010 г., г. Магілёў. — Магілёў, 2010. — С. 244—250.
6. Дасаева, Т. М. Асвятленне каляровых рэвалюцый у арабскім свеце (на прыкладзе Лівіі) у расійскіх і беларускіх друкаваных СМІ / Дасаева Т. М. // Журналістыка-2011 : стан, праблемы, перспектывы: Матэрыялы 13-ай Міжнароднай навукова-практычнай канферэнцыі. прысвечанай 90-годдзю БДУ, 8-9 сн. 2011 г., Мінск / Рэдкал.: С. В. Дубовік (адк. рэд.) і інш. — Вып. 13. — Мінск: БДУ, 2011. — С. 148—152.
7. Дасаева, Т. М. З любоўю і павагай да чалавека (партрэт сучасніка на старноках газеты «Слуцкі край») / Дасаева Т. М. // Рэгіянальныя СМІ ў сучаснай інфармацыйнай прасторы: Матэрыяла Рэсп. навук.-практ. семінара, 2-3 чэрв. 2011 г., Мінск / Рэдкал.: С. В. Дубовік (адк. рэд.) [і інш.]. — Мінск: Выд. цэнтр БДУ, 2011. — С. 188—193.
8. Дасаева, Т. Н. Инновационные аспекты подготовки журналистов- международников в высшей школе / Дасаева Т. Н., Залесский Б. Л. // Методика преподавания журналистских дисциплин. Международная научн-практическая конференция. Оренбург, 3-5 окт. 2011 г. : программа и тезисы докладов / сост. С. С. Распопова; Московский госуд. ун-т им. М. В. Ломоносова, фак. журналистики; Оренбургский пед. ун-т, филол. фак. — Оренбург: Изд-во ОГПУ, 2011. — С. 36-37.
9. Дасаева, Т. Н. Внедрение в учебный процесс образовательных стандартов нового поколения (на примере специальности 1-23 01 09 Журналистика международная) / Т. Н. Дасаева // Международная журналистика-2012: современное состояние и направления развития: Материалы Междунар. научн.-практ. конф., 17 февр. 2012 г., Минск / под общей ред. Т. Н. Дасаевой; — Минск: Изд. Центр БГУ, 2012. — С. 48-53.
10. Дасаева, Т. Н. Из учебной аудитории — на трибуну конференции / Т. Н. Дасаева // Рекламно-медийная поддержка белорусского экспорта: состояние, проблемы, перспективы: материалы кафедральной студенческой научно-практической конференции, 29 февр. 2012 г. — Минск: БГУ, 2012. — С. 7-10.
11. Дасаева, Т. Н. Приоритетные направления деятельности кафедры зарубежной журналистики и литературы / Т. Н. Дасаева // Международная журналистика-2013: глобализация информационного пространства : материалы Второй Междунар. науч.-практ. конф., 20 февр., 2013 г., Минск / под общ. ред. Т. Н. Дасаевой. — Минск: Изд. центр БГУ, 2013. — С. 78-86.
12. Дасаева, Т.Н. Международно-правовой аспект деятельности журналистов в зонах конфликтов / Т.Н. Дасаева //Журналістыка-2014: стан, праблемы і перспектывы : матэрыялы 16-й Міжнар. навук.-практ. канф., 4–5 сн. 2014 г., Мінск / рэдкал. : С.В. Дубовік (адк. рэд.) [і інш.]. – Вып. 16. – Мінск: БДУ, 2014. – С. 223-227.

## Награды
- Медаль «За доблестный труд» (1971)
- Почётные грамоты БГУ (2001), Министерства образования (2004), Министерства информации.